# Neivamyrmex dorbignii
Neivamyrmex dorbignii é uma espécie de formiga do gênero Neivamyrmex.